# Harmonijne społeczeństwo
Harmonijne społeczeństwo (chin. upr. 和谐社会; pinyin: héxié shèhuì) – koncepcja rozwoju społeczeństwa obywatelskiego w Chinach, sformułowana przez Hu Jintao i przyjęta przez plenum KPCh w październiku 2006.
Zgodnie z założeniem doktryny harmonijnego społeczeństwa, Partia zobowiązała się do budowy, w oparciu o koncepcję naukowego rozwoju społeczeństwa "praworządnego, demokratycznego, solidarnego, uczciwego i sprawiedliwego".